# Eligio Cervantes
Eligio Cervantes Islas (Ciudad de México, 17 de diciembre de 1974) es un deportista mexicano que compitió en triatlón. Ganó dos medallas en el Campeonato Panamericano de Triatlón, oro en 1997 y plata en 2005.

## Palmarés internacional
| Campeonato Panamericano | Campeonato Panamericano  | Campeonato Panamericano | Campeonato Panamericano |
| Año                     | Lugar                    | Medalla                 | Prueba                  |
| ----------------------- | ------------------------ | ----------------------- | ----------------------- |
| 1997                    | Puerto Vallarta (México) | Medalla de oro          | Individual              |
| 2005                    | Bogotá (Colombia)        | Medalla de plata        | Individual              |